# Rochelia cardiosepala
Rochelia cardiosepala là loài thực vật có hoa trong họ Mồ hôi. Loài này được Bunge miêu tả khoa học đầu tiên năm 1851.